# Meromyza marginata
Meromyza marginata är en tvåvingeart som beskrevs av Becker 1912. Meromyza marginata ingår i släktet Meromyza och familjen fritflugor. Inga underarter finns listade i Catalogue of Life.